# Erfenbach
Erfenbach ist ein Stadtteil der kreisfreien Großstadt Kaiserslautern in Rheinland-Pfalz mit rund 2800 Einwohnern. Bis 1969 war er eine selbstständige Gemeinde.

## Geographie

### Lage
Erfenbach liegt am Rande des Pfälzerwaldes. Unmittelbar nördlich schließt sich bereits das Nordpfälzer Bergland an. Der Ort grenzt an die Gemeinde Otterbach sowie deren Ortsteil Sambach und die Stadtteile von Kaiserslautern Erzhütten-Wiesenthalerhof sowie Siegelbach. Eingerahmt wird der Ort im Süden von Wald, im Norden von landwirtschaftlich genutzter Fläche. Zu Erfenbach gehören mit Stockborn im Norden und Lampertsmühle im Osten zusätzlich zwei Ortsteile.

### Erhebungen
Im Zentrum Erfenbachs befindet sich der kegelförmige, 275 Meter über NN hohe Stöffelsberg. Die Bezeichnung der Erhebung in der heutigen Schreibweise entstand, als die Pfalz nach dem Ende der napoleonischen Epoche 1816 dem Königreich Bayern unterstellt wurde. Bei der kartographischen Erfassung der Pfalz übertrugen die bayerischen Beamten das in der örtlichen Mundart gehörte Wort Stewwelsberch so ins Schriftdeutsch, wie sie es verstanden – Stöffelsberg. In Wirklichkeit bedeutet der Name Stiefelberg. Nordwestlich des Siedlungsgebiets erstreckt sich zudem der 281,5 Meter hohe Rotenberg.

### Gewässer
Nördlich des Kernortes befindet sich der Stockborner Bruch. Im Nordosten wird die Gemarkung durch die Lauter begrenzt, die zwischen Erfenbach und Otterbach seit 2018 in einem Teilabschnitt eine kostspielige Renaturierung erfahren hat. Der Fluss wurde aus seinem schnurgeraden Flussbett befreit und mäandriert südöstlich der Spinnerei Lampertsmühle seitdem auf dem Gebiet von Erfenbach und stimmt seitdem in diesem Bereich nicht mehr vollständig mit der Stadtgrenze überein. Der aus Siegelbach kommende Frauenwiesbach durchfließt das nördliche Siedlungsgebiet. Der Kernort wird vom Erfenbach durchflossen, der südlich von Siegelbach am Dauenhauerkopf (286 m) entspringt, Siegelbach östlich des Gewerbegebiets streift und dann die Gemarkung Erfenbach westlich des Kohlenbergs (288 m) im Bereich des ehemaligen Schwimmbads erreicht; er durchfließt den Ort parallel zur Hauptverkehrsachse, im Ortszentrum teils unterirdisch, fließt westlich des Stöffelsbergs vorbei und mündet zwischen Erfenbach und dem Ortsteil Lampertsmühle von rechts im Stockborner Bruch in den Frauenwiesbach, der selbst wenige hundert Meter weiter von links in die Lauter mündet. Weiter nördlich, im Bereich von Stockborn verläuft der Kohbach durch den Ort; der Eimerbach bildet die Gemarkungsgrenze zu Katzweiler; beide Bäche münden ebenso von links in die Lauter.

### Klima
Kaiserslautern-Erfenbach liegt innerhalb der gemäßigten Klimazone mit Niederschlägen zu allen Jahreszeiten. Im Vergleich zu anderen Regionen Deutschlands hat Erfenbach ein recht warmes und sehr sonniges Klima. Durch die Lage im Lee von Hunsrück und Eifel werden Niederschläge bei Nordwestwetterlagen meist abgehalten.
| Monat                       | Jan   | Feb   | Mär   | Apr   | Mai   | Jun   | Jul   | Aug   | Sep   | Okt   | Nov   | Dez   |
| Maximal (Durchschnittswert) | 04 °C | 05 °C | 10 °C | 13 °C | 19 °C | 22 °C | 25 °C | 25 °C | 20 °C | 15 °C | 09 °C | 05 °C |
| Minimal (Durchschnittswert) | −1 °C | −2 °C | 02 °C | 03 °C | 08 °C | 12 °C | 14 °C | 13 °C | 09 °C | 06 °C | 03 °C | 01 °C |

## Geschichte
Unter verschiedenen Schreibweisen wie Ervenpach, Erpfenbach, Erffenbach wurde der Ort ab 1143 in Unterlagen des Klosters Höningen erwähnt. Um 1800 setzte sich der Name Erfenbach durch. Der Ort gehörte im Laufe seiner wechselhaften Geschichte zeitweise zu Lothringen, den Herren von Hoheneck und bis Ende des 18. Jahrhunderts zur Kurpfalz. Das Kloster Otterberg war im Ort begütert.
Von 1798 bis 1814, als die Pfalz Teil der Französischen Republik (bis 1804) und anschließend Teil des Napoleonischen Kaiserreichs war, war Erfenbach in den Kanton Kaiserslautern eingegliedert und unterstand der Mairie Weilerbach. 1815 hatte die Gemeinde insgesamt 298 Einwohner. Im selben Jahr wurde die Gemeinde Österreich zugeschlagen. Bereits ein Jahr später wechselte der Ort wie die gesamte Pfalz in das Königreich Bayern. Von 1818 bis 1862 gehörte er dem Landkommissariat Kaiserslautern an; aus diesem ging das Bezirksamt Kaiserslautern  hervor.
Im Jahr 1937 wurde das benachbarte Dorf Stockborn nach Erfenbach eingemeindet. Ab 1939 war die Gemeinde Bestandteil des Landkreises Kaiserslautern. Nach dem Zweiten Weltkrieg wurde Erfenbach innerhalb der französischen Besatzungszone Teil des damals neu gebildeten Landes Rheinland-Pfalz. Im Zuge der ersten rheinland-pfälzischen Verwaltungsreform wurde die Gemeinde am 7. Juni 1969 in die kreisfreie Stadt Kaiserslautern eingegliedert, womit sie den gleichnamigen Landkreis verließ.

## Politik

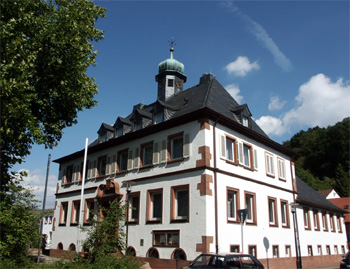
Rathaus Erfenbach

### Ortsbezirk
Für den Ortsteil Erfenbach wurde ein Ortsbezirk gebildet. Dem Ortsbeirat gehören 15 Beiratsmitglieder an, den Vorsitz im Ortsbeirat führt der direkt gewählte Ortsvorsteher.

### Ortsbeirat
Von den 15 Sitzen entfallen seit der Kommunalwahl am 9. Juni 2024 zehn auf die Freien Wähler (FW) und fünf auf die SPD, die CDU trat nicht mehr an. Nachdem die SPD bei der Wahl 2019 ihre bisherige absolute Mehrheit im Rat verloren hatte, haben nun die Freien Wähler diese Position inne.
Für weitere Informationen zum Ortsbeirat siehe die Ergebnisse der Kommunalwahlen in Kaiserslautern.

### Ortsvorsteher
Paul-Peter Götz (FW, zuvor FWG) wurde am 29. März 2022 Ortsvorsteher von Erfenbach. Da für eine am 6. März 2022 geplante Neuwahl kein gültiger Wahlvorschlag eingereicht wurde, oblag die Wahl dem Ortsbeirat, der sich mehrheitlich für den bisherigen stellvertretenden Ortsvorsteher entschied. Bei der Direktwahl am 9. Juni 2024 wurde er als einziger Bewerber mit einem Stimmenanteil von 87,8 % für weitere fünf Jahre in seinem Amt bestätigt.
Der Vorgänger von Götz, Reiner Kiefhaber (SPD), hatte das Amt im Juni 2009 übernommen, nachdem Ortsvorsteher Herbert Heil (SPD) im Frühjahr 2009 verstorben war. Zuletzt bei der Direktwahl am 26. Mai 2019 wurde Kiefhaber mit einem Stimmenanteil von 81,91 % wiedergewählt. Mit Wirkung zum 31. Oktober 2021 legte er das Amt aus beruflichen Gründen nieder.

### Wappen
| Wappen von Erfenbach | Blasonierung: „In mit goldenen Schindeln bestreutem blauen Feld über gesenktem silbernen Wellenbalken ein schwebendes goldenes Mühlrad.“ |
| Wappen von Erfenbach | Das Wappen wurde am 5. Dezember 1922 genehmigt.                                                                                          |

## Kultur

### Kulturdenkmäler
Vor Ort existieren insgesamt elf Objekte, die unter Denkmalschutz stehen.

### Huneburg
Auf dem Gipfel des Stöffelsberg befand sich einst die Huneburg. Die Burg wurde im 15. Jahrhundert durch Brand zerstört. Im Jahre 1909 befanden sich noch einige behauene Steine, Überreste von Kalkmörtel und feuergeschwärzten Hohlziegeln auf der Bergkuppe; heute ist von der Burg gar nichts mehr vorhanden.

### Vereine
In Erfenbach existieren insgesamt 14 Vereine. Der bedeutendste von ihnen ist der Turn- und Sportverein Erfenbach 1894 e. V. Er hat derzeit etwa 1100 Mitglieder.

## Wirtschaft und Infrastruktur

### Wirtschaft
Hauptarbeitgeber in Erfenbach ist die Spinnerei Lampertsmühle. Vor Ort gibt es zusätzlich eine Reihe angesiedelter handwerklicher Betriebe und Dienstleister, Geschäfte und Gasthäuser. Ebenso existieren noch landwirtschaftliche Betriebe, teilweise im Vollerwerb, zum Teil aber auch als Nebenerwerb. Zudem gibt es ein neuangelegtes Industriegebiet (IG-Nord). Zudem befindet sich im Ort die Alte Zigarettenfabrik, die heute als Wohnhaus genutzt wird.

### Infrastruktur
Die Ortsgemeinde wächst durch Erschließung kleinerer Neubaugebiete. Im Ort befinden sich zwei Kindergärten, ein evangelischer und ein städtischer sowie eine Grundschule. Die ärztliche Versorgung ist mit einem Facharzt für Allgemeinmedizin, zwei Zahnarztpraxen und einer Krankengymnastin gewährleistet. Vor Ort befindet sich außerdem eine Station der Freiwilligen Feuerwehr Kaiserslautern.

### Verkehr
Der Ort liegt nördlich der Bundesautobahn 6 und direkt neben der Bundesstraße 270. Durch Erfenbach verläuft die Landesstraße 387.
Von 1912 bis 1972 war Erfenbach über die sogenannte Bachbahn, die vom Bahnhof Lampertsmühle-Otterbach bis nach Weilerbach und ab 1920 bis nach Reichenbach führte, an das Schienennetz angebunden. Durch die Busse der Linie 108 (ehemals 17 und 8) der Stadtwerke Kaiserslautern, SWK (vormals Technische Werke Kaiserslautern, TWK) und der Linie 140 (ehemals 6510) der Saar Pfalz Bus (vormals Regionalbus Saar Westpfalz, RSW), ein Tochterunternehmen im Konzern der Deutschen Bahn AG,  erfolgt eine Anbindung an den öffentlichen Personennahverkehr. 2004 erfolgte die Eröffnung der Umgehungsstraße, was zu einer Verkehrsentlastung des Ortes geführt hat.

## Persönlichkeiten

### Söhne und Töchter des Ortes
- August Groel (1898–1989), Widerstandskämpfer gegen den Nationalsozialismus und Mitarbeiter im DDR-Außenhandelsministerium
- Walter Bauer (1923–2022), Bildhauer, Werke: Betonstele vor Kreuzsteinhalle Erfenbach, Kriegerdenkmal alter Friedhof Erfenbach, Rathausbrunnen in Enkenbach, Trinkbrunnen Enkenbach, Pälzer Weltachs Relief und Zitat
- Siegfried Bauer (1928–2020), Grafiker, Künstler, Professor für Grafik und Design
- Otto Engbarth (1935–2012), Grafiker, Künstler
- Joachim Paul Heinz (* 1954), Historiker
- Manfred Plath (* 1961), Fußballspieler, spielte von 1968 bis 1979 beim TuS Erfenbach
- Erik Haffner (* 1976), Miterfinder von „Bernd das Brot“

### Personen, die vor Ort gewirkt haben
- Gustav Adolf Bernd (1869–1942), Bildhauer und Steinmetz, entwarf das örtliche Kriegerdenkmal
- Hans Beckmann (* 1959), Politiker (SPD), war Mitglied im Ortsbeirat Erfenbach
- Andreas Rahm (* 1967), Politiker (SPD), arbeitete bis 2016 als Geschäftsstellenleiter der Sparkasse Kaiserslautern-Erfenbach